# Christel Schuran-Simmert
Christel Schuran-Simmert (* 2. Juni 1950 in Hannover; † 24. Oktober 2014) war eine deutsche Politikerin (GRÜNE) und von 1982 bis 1986 Mitglied des Niedersächsischen Landtages.

## Leben
Nach dem Besuch von Volksschule, Realschule und Gymnasium in Hannover absolvierte Christel Schuran-Simmert an der Pädagogischen Hochschule Hannover ein Pädagogikstudium. Sie arbeitete ab 1978 als Lehrerin an einer Schule für Lernbehinderte in Salzgitter. Ihr politisches Engagement begann im Jahr 1980 im Zuge der Auseinandersetzungen um die geplante Lagerung von Atommüll im Schacht Konrad. Sie wurde Mitglied der Partei Die Grünen und engagierte sich im Kreisverband Salzgitter.
In der 10. Wahlperiode – von Juni 1982 bis Juni 1986 – war sie Mitglied des Niedersächsischen Landtages. Von Juni 1982 bis Juni 1983 war sie dort stellvertretende Vorsitzende der Grünen-Fraktion. Sie gehörte dem Ausschuss für innere Angelegenheiten und dem 10. Parlamentarischen Untersuchungsausschuss an, der die Zusammenarbeit niedersächsischer Behörden mit dem V-Mann Werner Mauss untersuchte.
Christel Schuran-Simmert war verheiratet und hatte zwei Kinder.